# Alex Hope
Alexandra Hope Robotham (née le 29 novembre 1993), plus connu sous le nom d'Alex Hope est une auteur-compositrice et productrice de musique. 

## Biographie
Elle est la fille du romancier Michael Robotham. 
Alex Hope a travaillé avec des artistes comme Troye Sivan, Tina Arena, Taylor Henderson, 5 Seconds of Summer, Delta Goodrem, Jessica Mauboy, Jai Waetford, Guy Sebastian, Tuka et Broods,.